# ボロジノ娘
ボロジノ娘（ボロジノむすめ）は、沖縄県の南大東島在住の女子小中学生たちによる沖縄民謡歌手グループ。
「民謡版モーニング娘」、「沖縄民謡界のモーニング娘」などと紹介されることもある。「ボロジノ」は大東諸島の異称である「ボロジノ諸島」に由来する。

## 概要
メンバーは南大東村立南大東小中学校の生徒であるが、島内唯一の民謡教室である新垣則夫民謡研究所にも通って唄三線を学んでいる。指導に当たっている新垣則夫は、久米島出身で、沖縄芝居の喜劇「トゥックイ小」の名人として知られ芸歴50年を数える。南大東島には高等学校がないため、メンバーは中学卒業とともにグループを離れていくが、帰省時には民謡教室で現役のメンバーとともに練習する。
2004年にはラジオ沖縄主催の新唄大賞（みーうたたいしょう）で、ボロジノ娘が歌った「夢は大きく民謡歌手」（作詞・作曲：新垣良実）が大賞を受賞した。この曲はキャンパスレコードの「ンナルフォンレーベル」から出されたCD『夢は大きく...』に収録された。その後、『南国夢の島』、『おじゃりやれ 〜いらっしゃい〜』がCDとして発表されている。
新垣則夫一座として沖縄県内で公演することがあるほか、一門でのイベントや、地域交流イベントなどで、沖縄県外でも公演したことがある。
2010年10月3日に放送された日本テレビ系列の『世界1のSHOWタイム〜ギャラを決めるのはアナタ〜』に出演したが、この番組はクロスネットのために沖縄には放送されなかった。
2013年に公開された吉田康弘監督の映画『旅立ちの島唄〜十五の春〜』は、ボロジノ娘をモチーフに取り上げ、映画の公開後はボロジノ娘への注目度が高まった。
2013年6月30日には、「沖縄からうた開き！うたの日コンサート2013 in 嘉手納」のオープニング・アクトを務めた。